# Vientos del oeste

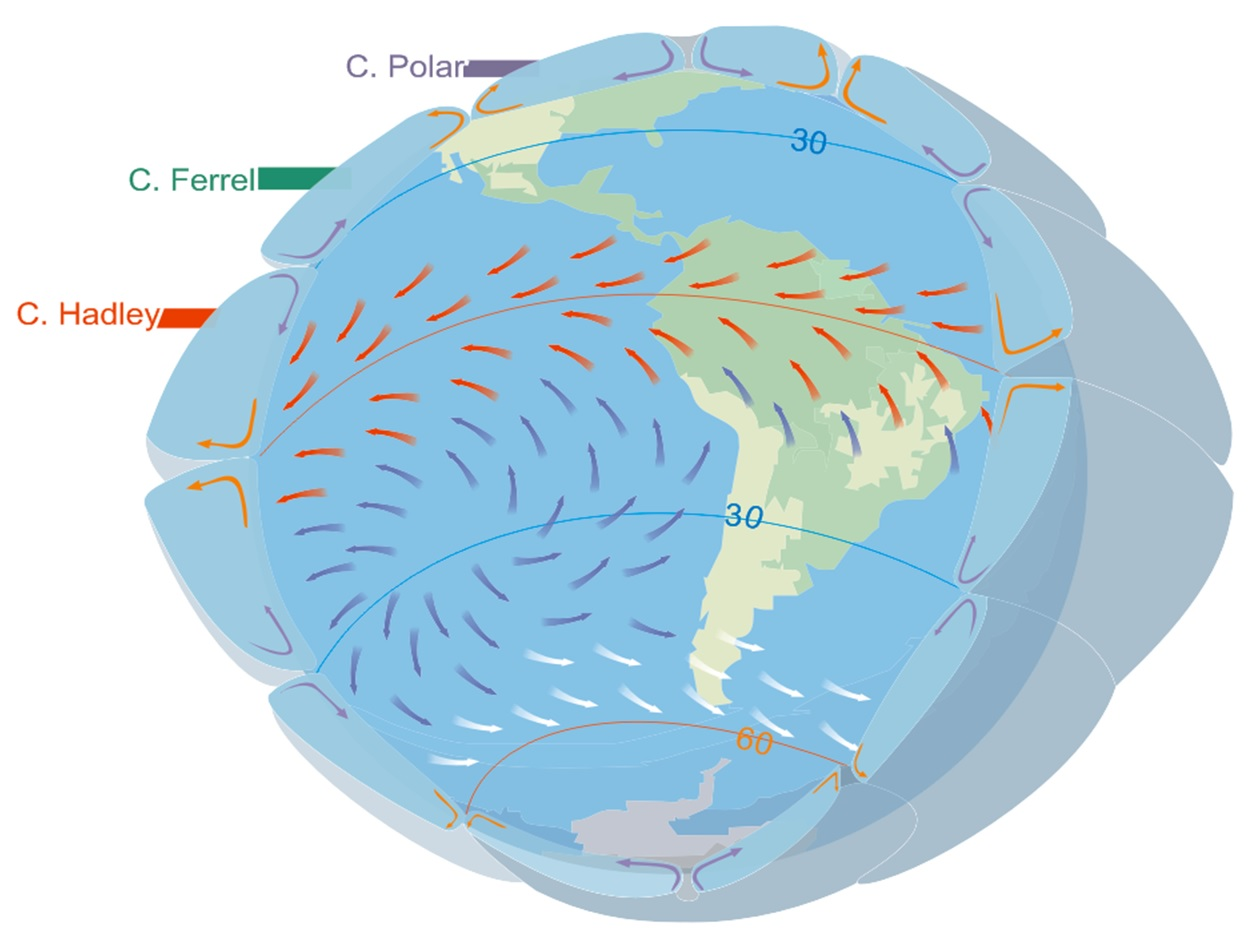
Esquema de circulación atmosférica general. Modelo de las tres celdas (Celdas de Hadley, de Ferrel y Polar). Las flechas naranja señalan los sectores donde hay baja presión producto del ascenso del aire y las violeta, donde hay alta presión; con flechas rojas, azules y blancas se encuentra esquematizado parte de la circulación atmosférica superficial para la región tropical y el hemisferio sur. Se señalan en rojo los vientos alisios en la región de convergencia intertropical, en blanco los vientos del oeste (LLWs) y en azul los vientos generados en el anticiclón del Pacífico Sur.

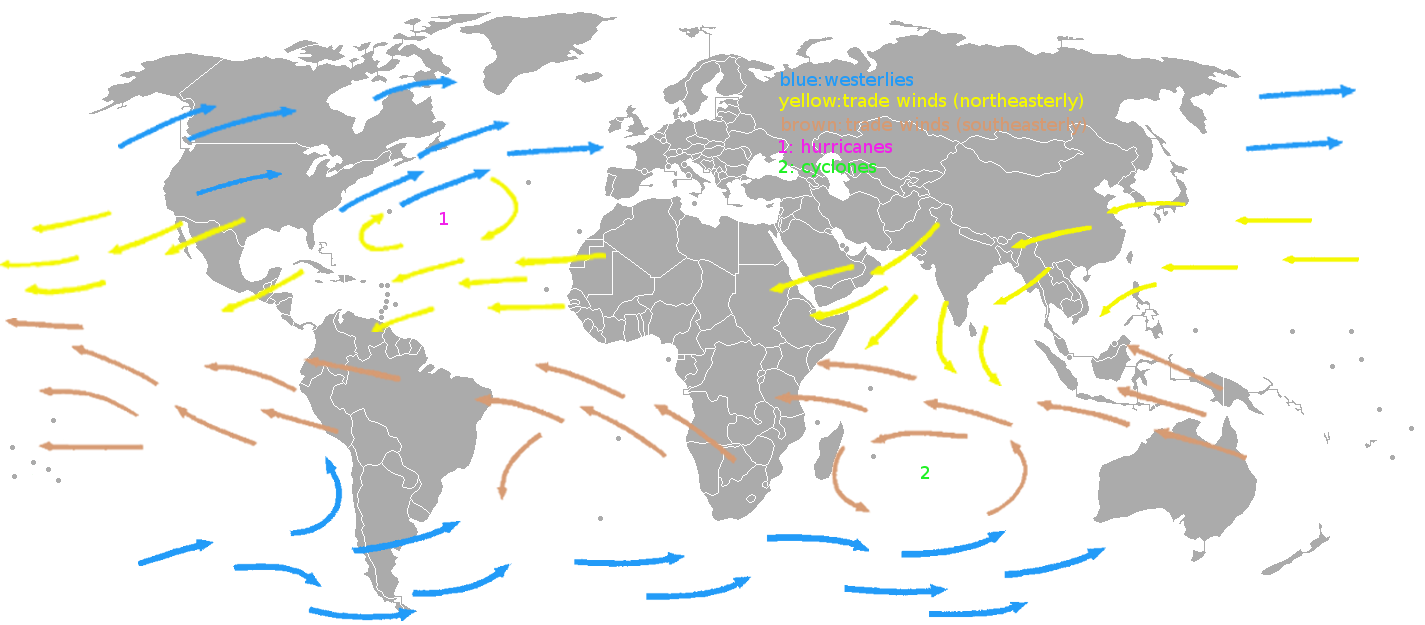
Mapamundi con los vientos del oeste en azul.

Se denominan vientos del oeste (Westerlies o anti-trades, en inglés) a los vientos constantes o planetarios que se producen de oeste a este en las latitudes subtropicales y medias de las zonas templadas en latitudes entre 30 y 60 grados de ambos hemisferios. A grandes rasgos, su trayectoria coincide con la de las corrientes oceánicas cálidas de las zonas templadas y vienen a cerrar hacia las altas latitudes el bucle iniciado por los alisios del lado del ecuador. Ambos tipos de vientos rodean los anticiclones dinámicos que se presentan en los océanos en las latitudes subtropicales y tropicales (por ejemplo, el anticiclón de las Azores en el Atlántico Norte). Una gran proporción de la superficie terrestre de continentes e islas, sobre todo, del hemisferio norte, tiene un clima que pone de manifiesto la influencia moderadora de estos vientos, especialmente en las costas occidentales de las latitudes medias en Europa, América del Norte, sur de Chile, Tasmania y Nueva Zelanda.
Los vientos del oeste pueden ser en particular fuertes, especialmente en el hemisferio austral, donde hay menos tierra en las latitudes intermedias para causar fricción y frenado de los vientos. Estos vientos alcanzan su máxima intensidad entre los 40° y los 50° de latitud en ambos hemisferios, lo que ha dado origen a la denominación de The roaring forties en la terminología empleada por los marinos ingleses, que ha terminado por pasar al lenguaje marinero universal. Al llegar cerca de las costas europeas, por ejemplo, la distinta presión atmosférica, temperatura y humedad entre el océano y el continente, genera frentes cálidos procedentes de los océanos, temporales y galernas de gran intensidad.
La intensidad de los Vientos del Oeste cumple un ciclo de debilitamiento en las estaciones cálidas (con un mínimo en verano) y de fortalecimiento en las estaciones frías (con un máximo en invierno) producto de la disminución del gradiente térmico entre el Polo y el Ecuador. En contraposición, los periodos históricos cálidos (como el período cálido medieval) ocurre lo contrario: más calor implica más intensidad de los vientos. Esto ocurre por el debilitamiento de la circulación termohalina.